# Jan Poortvliet
Jan Poortvliet (* 21. září 1955 Arnemuiden) je bývalý nizozemský fotbalista, obránce. Po skončení aktivní kariéry působil jako trenér.

## Fotbalová kariéra
V nizozemské lize hrál za PSV Eindhoven, se kterým získal v letech 1975, 1976 a 1978 mistrovský titul a v roce 1976 i nizozemský pohár. Dále hrál za tým Roda JC Kerkrade, ve francouzské druhé liza za Nîmes Olympique, v Belgii za Royal Antwerp FC, ve Francii za AS Cannes, ve druhé belgické lize za SC Eendracht Aalst a končil v Nizozemí v týmu VCV Zeeland. V Poháru mistrů evropských zemí nastoupil v 16 utkáních a v Poháru UEFA nastoupil ve 27 utkáních, dal 2 góy a soutěž v roce 1978 s PSV Eindhoven vyhrál. Za nizozemskou reprezentaci nastoupil v letech 1978–1982 v 19 utkáních a dal 1 gól. Byl členem nizozemské reprezentace na Mistrovství světa ve fotbale 1978, kdy Nizozemí získalo stříbrné medaile za 2. místo. Nastoupil v 6 utkáních. Byl členem nizozemské reprezentace na Mistrovství Evropy ve fotbale 1980. Nastoupil v 1 utkání.

## Ligová bilance
| Ročník                     | Zápasy | Góly | Klub               |
| -------------------------- | ------ | ---- | ------------------ |
| Eredivisie 1974/75         | 1      | 0    | PSV Eindhoven      |
| Eredivisie 1975/76         | 31     | 2    | PSV Eindhoven      |
| Eredivisie 1976/77         | 33     | 1    | PSV Eindhoven      |
| Eredivisie 1977/78         | 34     | 6    | PSV Eindhoven      |
| Eredivisie 1978/79         | 34     | 5    | PSV Eindhoven      |
| Eredivisie 1979/80         | 27     | 5    | PSV Eindhoven      |
| Eredivisie 1980/81         | 30     | 7    | PSV Eindhoven      |
| Eredivisie 1981/82         | 34     | 10   | PSV Eindhoven      |
| Eredivisie 1982/83         | 33     | 4    | PSV Eindhoven      |
| Eredivisie 1983/84         | 7      | 1    | PSV Eindhoven      |
| Eredivisie 1983/84         | 20     | 1    | Roda JC Kerkrade   |
| Ligue 2 1984/85            | 34     | 4    | Nîmes Olympique    |
| Ligue 2 1985/86            | 31     | 9    | Nîmes Olympique    |
| Ligue 2 1986/87            | 32     | 2    | Nîmes Olympique    |
| 1. belgická liga 1987/88   | 34     | 7    | Royal Antwerp FC   |
| Ligue 1 1988/89            | 36     | 3    | AS Cannes          |
| 2. belgická liga 1989/90   | 20     | 3    | SC Eendracht Aalst |
| 2. nizozemská liga 1990/91 | 37     | 3    | VCV Zeeland        |
| 2. nizozemská liga 1991/92 | 23     | 1    | VCV Zeeland        |
| CELKEM                     | 531    | 74   |                    |